# Модеста, Виктория
Виктория Модеста (англ. Viktoria Modesta, настоящее имя: Виктория Москалёва, латыш. Viktorija Moskaļova; род. 25 февраля 1988, Даугавпилс, Латвия, СССР) — британская певица

 и альтернативная фотомодель.

## Биография
Виктория родилась в Даугавпилсе 25 февраля 1988 года. При рождении в результате врачебной ошибки получила сильный вывих бедра левой ноги. Перенесла многочисленные операции, которые однако не увенчались успехом. В 1999 году вместе с семьёй переехала в Лондон. В 2007 году решилась на ампутацию ноги до колена. После чего смогла добиться успеха как певица и альтернативная модель. Использует 8 различных протезов, самый известный и необычный из которых выполнен в виде чёрного шипа.